# Belloy-sur-Somme
Belloy-sur-Somme är en kommun i departementet Somme i regionen Hauts-de-France i norra Frankrike. Kommunen ligger i kantonen Picquigny som tillhör arrondissementet Amiens. År 2022 hade Belloy-sur-Somme 725 invånare.

## Befolkningsutveckling
Antalet invånare i kommunen Belloy-sur-Somme
| Referens: INSEE |